# Okręg Pogradec
Okręg Pogradec (alb. rrethi i Pogradecit) – jeden z trzydziestu sześciu okręgów administracyjnych w Albanii; leży we wschodniej części kraju, w obwodzie Korcza. Liczy ok. 72 tys. osób (2008) i zajmuje powierzchnię 725 km². Jego stolicą jest Pogradec. W skład okręgu wchodzi osiem gmin. Jedna miejska (Bashkia):  Pogradec, oraz siedem wiejskich: Buçimas, Çerrave, Dardhas, Hudenisht, Proptisht, Trebinje, Velçan. 